# مجال كيت
مجال كيت (بالإنجليزية: Field Cate)‏ هو ممثل أمريكي، ولد في 22 يوليو 1997 ببرلينغتون في الولايات المتحدة.

## وصلات خارجية
- فيلد كيت على موقع IMDb (الإنجليزية)
- فيلد كيت على موقع ألو سيني (الفرنسية)
- فيلد كيت على موقع أول موفي (الإنجليزية)
- فيلد كيت على موقع قاعدة بيانات الفيلم (الإنجليزية)
- فيلد كيت على موقع كينوبويسك (الروسية)